# Tanystylum scrutator
Tanystylum scrutator là một loài nhện biển trong họ Ammotheidae. Loài này thuộc chi Tanystylum. Tanystylum scrutator được miêu tả khoa học năm 1954 bởi Stock.